# Euchlaenidia bimaculata
Euchlaenidia bimaculata är en fjärilsart som beskrevs av Druce 1906. Euchlaenidia bimaculata ingår i släktet Euchlaenidia och familjen björnspinnare. Inga underarter finns listade i Catalogue of Life.